# SAP Business One
SAP Business One — це програмне забезпечення для управління бізнесом (англ. Enterprise Resource Planning - ERP), призначене для малих і середніх підприємств, що продається німецькою компанією SAP SE. Як ERP-рішення пропонується доступний спосіб комплексного управління бізнесом та взаємовідносин з клієнтами. SAP Business One можна розгорнути на таких СУБД:
- SAP HANA
- Microsoft SQL

SAP HANA — це платформа, яка пропонує іn-memory технологію для зберігання та обробки даних. Робота SAP Business One на платформі SAP HANA дає можливість використання інструментів предиктивної (прогнозної) аналітики.

## Модулі SAP Business One
- Адміністрування
- Фінанси
- CRM (Customer Relationship Management)
- Продажі
- Закупівлі
- Бізнес-партнери
- Розрахунки
- Запаси
- Ресурси
- Виробництво
- MRP (Material Requirements Planning)
- Сервіс
- Персонал
- Звіти

## Галузеві рішення
Сьогодні на базі SAP Business One існує понад 500 галузевих рішень, які розширюють стандартну функціональність системи шляхом безшовної інтеграції. Про доступні рішення для ринку України можна дізнатися на сайті SAP SE [Архівовано 27 жовтня 2021 у Wayback Machine.] та у офіційних партнерів.
Понад 60 тисяч клієнтів зі 170 країн світу використовують SAP Business One та мають історії успіху. Відео можна переглянути на YouTube каналі SAP Business One [Архівовано 25 березня 2022 у Wayback Machine.].

## Українська локалізація
Українська локалізація представлена у вигляді двох функціональних модулів (Add-On): 
- Tax&Accounting
- HR&Payroll
- UA Tax and Accounting (податковий та бухгалтерський облік);

- UA HR and Payroll (робота з персоналом та зарплата).

Обидва функціонали повністю інтегровані під українське законодавство. Постачальниками цих Add-Ons в Україні виступають сертифіковані партнери SAP SE, компанія TG Consulting, яка має свій власний R&D відділ, та займається розробкою і підтримкою Add-Ons.
best-run Consulting [Архівовано 23 березня 2022 у Wayback Machine.].

## Офіційні партнери SAP SE з впровадження та підтримки SAP Business One
TG Consulting [Архівовано 9 січня 2019 у Wayback Machine.] є офіційним партнером SAP SE зі статусом Silver Partner та відзнакою Best revenue contribution partner 2019-2021
(SAP Business One), авторизованим по продуктах SAP Business One, BEAS Manufacturing, Produmex WMS, Produmex SCAN. Однією з головних особливостей є те, що компанія розробляє власні Add-Ons для SAP Business One, що дозволяє забезпечити клієнтам додатковий функціонал та вищий рівень відповідності їх бізнес-потребам.
TG Consulting пропонує повний спектр послуг з інтеграції та супроводу ERP систем, включаючи консалтинг, імплементацію ERP рішень та розробку додаткових розширень, навчання та підтримку клієнтів. Працює на ринку консалтингу з 2003 року.
best-run Consulting [Архівовано 23 березня 2022 у Wayback Machine.] — офіційний партнер SAP SE зі статусом Silver Partner. Це компанія, яка орієнтована на довгострокове партнерство та надає повний спектр інформаційних та консультаційних послуг: управління проєктами, консультаційні послуги з оптимізації та систематизації бізнес-процесів, підбору програмного забезпечення, продажу ліцензій, навчання та підтримки клієнтів, побудова ІТ-інфраструктури, впровадження програмного забезпечення. Підтримка проєкту за гнучких умов.